# الطليعي
الطليعي قرية سورية تتبع ناحية السيسنية في منطقة صافيتا في محافظة طرطوس. بلغ عدد سكانها 2,123 نسمة في عام 2004 حسب إحصاء المكتب المركزي للإحصاء.